# Isabel Allende Bussi
María Isabel Allende Bussi (Santiago del Cile, 18 gennaio 1945) è una politica cilena, presidente del Partito Socialista del Cile.

## Biografia
Isabel Allende è la terza figlia del presidente Salvador Allende, deposto e morto nel 1973 a seguito del colpo di Stato militare di settembre, e della moglie Hortensia Bussi. È cugina della scrittrice cilena Isabel Allende.
L'11 settembre 1973, il giorno del colpo di Stato militare guidato dal generale Augusto Pinochet, dopo che i militari iniziano a bombardare il palazzo, Salvator Allende ordina alla moglie ed alle figlie di andarsene e poco dopo muore forse per una mitragliate degli assalitori golpisti o suicidandosi. Il colpo di stato militare ha lanciato una sanguinosa dittatura di 17 anni. A seguito del golpe Isabel e sua madre fuggono prima a Cuba e poi in Messico dove rimane per 16 anni fino al 1989, anno in cui il Cile è ritornato alla democrazia.
Sostenitrice dell'alleanza tra il Partito Socialista Cileno e il Partito Democratico Cristiano del Cile, nel 1994 viene eletta per la prima volta tra i socialisti alla Camera dei deputati del Cile, riconfermata nelle legislature successive. Ne è stata presidente fra il 2003 e il 2004. Dal maggio 2008 è vicepresidente del suo partito. Nel 2010 lascia la Camera per essere eletta al Senato del Cile.
Dopo la vittoria elettorale di Michelle Bachelet, il 27 febbraio 2014 viene eletta presidente del Senato, diventando così la seconda carica dello Stato, e ricoprendo un incarico che era già stato del padre. Nel marzo 2015 lascia la carica per essere eletta (il 17 maggio) presidente del Partito Socialista del Cile.
Nel settembre 2016 annuncia la sua candidatura alla presidenza del Cile, rinunciandovi il 28 ottobre per mantenere l'unità del partito.

## Vita privata
Il suo primo matrimonio, con Sergio Meza, non dura a lungo, ma hanno un figlio, Gonzalo. Con il suo secondo marito, Romilio Tambutti, ha una figlia di nome Marcia.
Il 16 dicembre 2010, suo figlio Gonzalo si suicida a causa di una depressione.